# Wadhurst
Wadhurst är en stad och civil parish i Wealden i East Sussex i England. Orten har 4 883 invånare (2011).